# Марілія (мезорегіон)

Марілія на карті штату Сан-Паулу

Марілія (порт. Mesorregião de Marília) — адміністративно-статистичний мезорегіон у Бразилії, один із п'ятнадцяти мезорегіонів штату Сан-Паулу. Формується шляхом об'єднання двадцяти муніципальних утворень (муніципалітетів), згрупованих в двох мікрорегіонах. Населення становить 451 655 осіб на 2006. Займає площу 7170,171 км². Густота населення — 63,0 ос./км².

## Склад мезорегіону
У мезорегіон входять мікрорегіони Марілія та Тупан.